# Darksiders
 (mai 2012).
Darksiders est un jeu vidéo d'action/aventure, développé par Vigil Games, édité par THQ et disponible sur Xbox 360, PlayStation 3 et PC en 2010. Le jeu s'inspire de l'Apocalypse, le joueur incarnant l'un des quatre cavaliers de l'Apocalypse, resté coincé sur une Terre ravagée par la fin du monde. Le titre mélange d'imposantes phases de combats à des séquences d'exploration.
Le jeu est porté, dans une version améliorée intitulée Darksiders: Warmastered Edition, sur PlayStation 4 et Xbox One en 2016, sur Wii U en 2017 et sur Nintendo Switch en 2019.

## Trame

### Synopsis
Guerre (War dans la version originale), le premier Cavalier de l'Apocalypse, est accusé à tort d'avoir violé la loi sacrée en provoquant prématurément la guerre ultime entre les Cieux, les Enfers et le Royaume des Hommes. Dans le carnage qui a suivi, les forces démoniaques ont vaincu les Anges et se sont installées sur Terre ; le Royaume des Hommes, qui n'était pas prêt pour la guerre, ayant été éradiqué. Traîné devant le Conseil Ardent, Guerre est condamné pour ses crimes et ses pouvoirs lui sont retirés. Déshonoré et seul face à sa mort, Guerre reçoit l'occasion de retourner sur Terre pour rechercher la vérité et punir les responsables.

### Histoire
C'est l'Apocalypse. La fin de la trêve entre les Cieux et l'Enfer, nécessaire au développement de l'Humanité, doit être sonnée par la rupture des Sept Sceaux. Le Conseil Ardent, groupe d'entités cosmique laissé par le Créateur pour maintenir cette paix jusqu'à ce que les Humains soient assez forts pour se défendre face aux Cieux et à l'Enfer, enverra alors au milieu de la bataille ses quatre agents de toujours : les Cavaliers de l'Apocalypse, véritables gardiens de la paix œuvrant pour le Conseil et arbitrant le conflit en son nom.
Pourtant, seul un Cavalier de l'Apocalypse a été envoyé sur Terre : Guerre. Ce dernier, à la fois perturbé par l'absence des trois autres Cavaliers et également victime d'un blocage inattendu de ses pouvoirs, se fraya tant bien que mal un chemin à coups d'épée au travers de la bataille jusqu'à tomber sur Abaddon, le général chargé de l'assaut angélique, et il lui demande alors des explications quant aux anomalies du déroulement de l'Apocalypse. Abaddon, qui n'attendait curieusement pas la présence d'un Cavalier, s'en trouve alors distrait du combat, et Straga, colossal général des armées infernales, le tue par surprise, en surgissant d'un bain de lave avant de l'écraser dans sa main. Uriel, la seconde d'Abaddon, croyant que Guerre était à l'origine de l'arrivée prématurée de l'Armageddon et surtout de la mort de son chef, jura de le tuer. Guerre affronta Straga, réussit à lui crever un œil mais ses pouvoirs défaillants lui jouèrent un tour fatal, Straga profitant de l'ouverture pour le broyer à son tour. Les Cieux sont ensuite vaincus, et les forces de l'Enfer s'établissent sur la Terre, sous le règne du terrifiant Destructeur.
Un siècle plus tard, Guerre est ramené à la vie par le Conseil Ardent et traîné devant ce dernier, accusé d'avoir déclenché prématurément l'Apocalypse et mené ainsi la race humaine à sa perte. Au terme de son jugement, plutôt que d'être simplement exécuté, Guerre, à sa propre demande, se voit accorder le droit de retourner sur Terre, afin de partir en croisade vindicative et de traquer les vrais coupables, pour laver son honneur. Ses pleins pouvoirs restent cependant confisqués. Ayant récupéré son épée, l'Absorbeur de Chaos, et soumis par le Conseil à la fusion de son bras métallique au Guetteur, une entité fantomatique sadique chargée de « surveiller » Guerre (quitte à le torturer pour le forcer à continuer sa mission), ce dernier n'étant plus que l'ombre de lui-même, est envoyé dans les ruines de New York, et son odyssée peut enfin commencer…
Guerre tomba d'abord sur Samaël, un très puissant démon emprisonné à la Potence Ardente par les Forces du Destructeur, ce dernier craignant la menace que représentait ce démon pour son règne. Guerre le libère et conclut un pacte avec le démon : Samaël le mènera au Trône Noir, tour où s'est installé le Destructeur, si le Cavalier lui rapporte les cœurs des quatre « Élus » du Destructeur, nécessaires au démon pour restaurer ses pouvoirs : Tiamat, connue aussi sous le nom de Reine Chiroptée, qui règne sur la Cathédrale Obscure ; la Mantoptée, qui se balade dans les ruines du métro souterrain ; le Stygian, roi des vers du Pays des Cendres ; et Silitha, ou la Mère Arachnée, qui règne sur la Canopée de Fer.
Guerre traqua alors les quatre Élus à travers toute la ville, faisant la rencontre d'une Uriel harassée mais toujours aussi vindicative, condamnée par le Créateur à demeurer sur Terre avec sa poignée d'hommes jusqu'à la chute du Destructeur, du démon renégat Vulgrim reconverti en marchand ambulant échangeant ses biens contre des âmes (dont il se nourrit), et du géant bourru Ulthane, forgeron prodigieux à la force herculéenne et membre de la race des "Anciens", créatures plus vieilles encore que les Cieux et l'Enfer. Tout le long de son périple, Guerre récupère peu à peu ses pouvoirs, en partie par des influences extérieures, en partie grâce à Samaël, le récompensant d'un peu de puissance supplémentaire pour chaque cœur rapporté.
Les quatre cœurs ramenés à Samaël, ce dernier, tenant sa promesse, lui ouvrit un portail menant au Trône Noir. Guerre n'y rencontra pas le Destructeur mais l'Ange de la Mort, Azraël, retenu prisonnier par le Destructeur et condamné à lui soumettre ses pouvoirs. Azraël promit à Guerre de lui raconter la vérité sur l'Apocalypse et de l'aider dans sa quête vengeresse si le Cavalier le libérait. Guerre mena cette mission à bien, puis vainquit le gardien de la Tour, Straga en personne. Ce dernier vaincu, la Tour, avec qui il faisait symbiose, s'écroula.
Cela fait, Azraël emmena Guerre dans les antiques ruines de l'Éden afin que l'Arbre de la Connaissance puisse lui montrer la vérité. Pour y accéder, il lui donna le Masque des Ombres, dont l'usage nécessita à Guerre de vaincre sa part de ténèbres intérieures. Une fois devant l'Arbre de la Connaissance, il se vit lui-même mort, l'épée dénommée « Lame d'Armageddon » plantée dans son dos, et enchaîna alors les révélations : le responsable de la survenue prématurée de l'Apocalypse n'était autre qu'Abaddon en personne. Sa paranoïa, sa haine de l'Enfer et sa soif de pouvoir ne lui ont plus permis de supporter la trêve, et l'ont conduit à faire forger par Azraël et Ulthane la Lame d'Armageddon, une épée terriblement puissante capable de briser les Sept Sceaux. Ainsi, la trêve serait rompue sous couvert d'une Apocalypse "officielle" et il pourrait reprendre l'attaque contre les forces infernales. Seul le Septième Sceau serait préservé, ce dernier ayant le pouvoir d'invoquer les cavaliers, afin de ne pas les voir interférer avec ses plans et de maximiser ses chances de victoire contre l'Enfer. Toutefois, sa mort et la défaite des Cieux changèrent la donne, et, effrayé par la perspective du châtiment qu'il recevrait aux Cieux pour toute cette trahison, il se rallia aux Enfers, persuadé par la succube Lilith de devenir le Destructeur et de régner sur ce monde en ruine, troquant son corps d'ange pour celui d'un redoutable dragon. Il brisa la Lame d'Armageddon, seule arme capable de le blesser, en sept fragments qu'il dispersa de par la ville, et commença son règne de terreur.
Mais les trahisons ne s'arrêtèrent pas là. L'Arbre de la Connaissance montra à Guerre le pourquoi de son invocation en solitaire lors de l'Apocalypse : le Conseil Ardent, dans toute sa bassesse politique et sa lâcheté, était au courant de tous ces événements depuis le début, et avait préféré, plutôt que d'entreprendre une expédition punitive contre Abaddon que certains auraient qualifiée d'« assassinat », le laisser faire, puis mettre tout ce désordre sur le dos de Guerre, l'envoyant seul au milieu de la bataille afin de le rendre suspect, bloquant ses pouvoirs afin de le faire tuer, et misant sur son grand sens de l'honneur afin de l'amener à traquer le coupable, ce qui déguisa cette opération en vendetta.
Une fois tout cela appris, Guerre fut téléporté à la Dérive du Léviathan et dut retrouver les sept fragments de la Lame d'Armageddon brisée et la faire reforger par Ulthane. En chemin, il retomba sur Uriel, cette dernière proférant alors un Nex Sacramentum : un serment de mort où les deux personnes impliquées deviennent les seules à pouvoir faire périr l'autre. Guerre devint ainsi la « chasse gardée » d'Uriel. Mais il lui expliqua néanmoins toute la situation, et celle-ci, furieuse, lança avec le reste de ses troupes une offensive sur l'ultime repaire du Destructeur : les ruines flottantes du Trône Noir.
La Lame reforgée, Guerre retrouve Azraël, qui le téléporte devant Abaddon. Les anges d'Uriel n'étaient pas de poids pour le dragon, cette dernière fut assommée par la bête, et ils furent tous au bord de la défaite avant que ne surgisse le Cavalier. Abaddon tenta le tout pour le tout en proposant une alliance avec Guerre, ce que ce dernier refusa avant d'engager un combat apocalyptique au cours duquel il força Abaddon à récupérer sa forme d'ange avant de le terrasser. Uriel se remit alors d'aplomb alors que Guerre, dans sa rage, arracha les deux ailes d'Abaddon, avant de l'empaler sous le regard froid de la commandante angélique, insensible aux appels à l'aide mourants de celui qui fut son chef... et son amour.
Guerre récupéra enfin le Septième Sceau sur le corps d'Abaddon, pour se voir trahir par le Guetteur. Ce dernier lui révéla que le Conseil Ardent n'avait pas l'intention de le faire revenir, laissant au Guetteur le loisir de le tuer une fois sa mission terminée. Mais ce rôle incomba à Uriel : le Nex Sacramentum se réalisa quand elle transperça le corps de Guerre, le tuant sur le coup, avant de briser le Septième Sceau. Son astuce fut un succès : la magie invocatrice du Septième Sceau ressuscita un Guerre libéré de l'emprise du Guetteur, dont il se vengea des brimades cruelles en lui broyant le crâne sans autre forme de procès.
Finalement, Uriel le libéra de ses dettes et de sa condamnation par les forces angéliques, avant de l'interroger sur la manière dont, désormais traqué par les trois forces cosmiques majeures, il mènerait sa guerre en solitaire face au Conseil, aux Cieux et aux Enfers. Guerre lui rétorqua alors qu'il n'était pas seul, lui montrant un fragment brisé du Septième Sceau. Le reste de son pouvoir se mettait en effet en place : trois météores chutèrent du ciel au loin, un pour chacun de ses confrères Cavaliers...

### Entités et personnages
- Guerre (Liam O'Brien)

C'est un Cavalier de l'Apocalypse et le personnage jouable.
- Le Conseil Ardent

Le Conseil Ardent est un groupe de médiateurs entre le Ciel et les Enfers qui tient Guerre pour responsable des évènements prématurés de l'Apocalypse ainsi que de la destruction de la Terre. Ils ont privé Guerre de ses pouvoirs et l'ont banni. Pour se racheter Guerre propose au Conseil Ardent de prouver qu'il n'a pas déclenché l'Apocalypse en trouvant les vrais coupables. Le conseil accepte et charge le Guetteur de surveiller Guerre.
- Azraël (Keith Szarabajka)

Azraël est connu comme l'ange de la mort. Il a été manipulé par Abaddon, ce dernier l'obligeant à briser les 6 sceaux afin de permettre à Abaddon d'attaquer les Enfers.
- Abaddon

Abaddon, du nom grec Apollyon, signifiant, le destructeur, est le Leader des forces des Cieux, conduisant ces dernières dans la bataille finale contre les forces des Enfers. Alors que tout le monde le croyait mort au début du jeu, il refit surface en se faisant appeler le Destructeur et régna sur les Enfers sous la forme d'un terrifiant dragon. Abaddon est le principal antagoniste du jeu.
- Ulthane (J.B. Blanc)

Ulthane ou le "Marteau Noir" est un forgeron de la race des "Anciens", il a forgé Pitié, le pistolet de Strife ainsi que la Lame d'Armageddon, seule épée capable de briser les sept sceaux et de blesser le Destructeur. Il était au courant du complot d'Abbadon et Azraël. Il est extrêmement résistant, le cavalier n'arrivera à le blesser qu'avec le mode Chaos, et très fort car il est le seul à pouvoir soulever son marteau (qui lui sert d'arme et d'outil) et y arrive sans la moindre difficulté. Sa forge se situe dans le Gué de l'Enclume, près du repaire de la Mantoptée.
- Uriel (Moon Bloodgood)

Championne des cieux, elle est entièrement dévouée à son chef Abaddon, après la "mort" de ce dernier, elle n'aura de cesse de traquer celui qu'elle croit responsable de son trépas, War. Elle finit par lui lancer un nex sacramentum, un serment à la mort, et le combattit. Après la défaite d'Uriel, le cavalier décida de ne pas l'achever et lui révéla la vérité au sujet d'Abaddon après quoi elle lança l'assaut contre le destructeur mais échoua. Après que le cavalier soit venu à bout de ce dernier et fut trahi par le Guetteur, elle transperça War avec la lame d'Armageddon pour le libérer de celui-ci et brisa le septième sceau afin de le ressusciter. Enfin, elle laissa le cavalier partir en l'avertissant que le conseil ardent, les cieux et les enfers le traquerait.
- Samael

Autrefois puissant et redoutable, le démon Samael est aujourd'hui emprisonné à la Potence Ardente après avoir tenté de s'insurger contre le destructeur. Pour recouvrer la totalité de ses pouvoirs, Samael fera appel à Guerre afin que celui-ci lui fournisse ... Grâce à son pouvoir, Samael ouvrira un portail permettant l'accès à cette tour.
- Vulgrim (Phil LaMarr)

C'est le seul personnage qui n'appartient à aucun camp car il s'agit en fait d'un marchand. Il échange ses marchandises et ses informations contre des âmes qui lui servent de nourriture. Il échange également les artefacts de la Légion que l'on trouve cachés dans la ville contre un lot d'âme (le nombre d'âme varie en fonction de la rareté de l'artefact). C'est auprès de lui que War peut obtenir le Moissonneur.
- le Guetteur (Mark Hamill)

Le Guetteur est une créature engagée par le Conseil Ardent pour surveiller Guerre, quitte à le tuer s'il enfreint les règles. Parfois pénible et d'autres fois utile, le Guetteur est indissociable de Guerre. 
- Tiamat

Tiamat est la première des 5 élus du Destructeur dont Samaël convoite le cœur, son apparence est similaire à celle d'une chauve-souris (bien plus grosse évidemment). Elle vit dans la Cathédrale Obscure.
- La Mantoptée

La Mantoptée est le second élu du Destructeur, elle ressemble à un insecte géant. Son repaire est situé dans les Fossés.
- Le Stygian

Il s'agit du troisième élu, il est le roi des vers du pays des cendres, et on l'y trouve enchaîné.
- Silitha

Quatrième élue et reine des araignées, elle révèlera au cavalier que les élus n'ont pas pour mission de garder la tour comme le dit Samaël mais d'empêcher le retour de ce dernier (Sa puissance étant scellée dans les cœurs des élus). Elle vit parmi les autres araignées à la Canopée de Fer.
- Straga

Le dernier élu du Destructeur et également le plus puissant n'est autre que Straga, seul élu dont le cœur ne renferme pas la puissance de Samaël. Il est celui qui a "tué" Abaddon et vaincu War durant l'apocalypse, au début du jeu. Ce dernier prendra sa revanche et tua Straga après un rude combat dans le Trône Noir.

## Système de jeu
Darksiders est un jeu d'action avec l'utilisation d'armes telles que de grandes épées, une faux, un gantelet aux pouvoirs sismiques, et bien d'autres. Guerre retrouve peu à peu ses compétences au fur et à mesure de l'aventure et possède également sa propre monture, un cheval nommé Ruine.

En effet, ces éléments jouent un rôle important dans le jeu car ils permettent à Guerre d'accéder aux zones du monde qui, sans eux, lui seraient inaccessible.

L'action se passe à la fois dans le monde souterrain où les énigmes jouent un grand rôle et au-dessus du sol, où une liberté totale est accordée au joueur.

Bien que les premières impressions des journalistes ont conduit à comparer le jeu à God of War pour ces mises à mort sous forme d'actions contextuelles, le designer du jeu, Joe Madureira l'a comparé à la série The Legend of Zelda, dont on comprend le raisonnement étant donné le système de jeu basé sur l'exploration, ainsi que certaines armes comme la Chaîne Abyssale, similaire au grappin dans le The Legend of Zelda.

### Matériel et équipement
Dans cette aventure, Guerre trouvera parfois des objets et reliques qui lui seront utiles pour mener à bien sa mission.
- La Corne de Terre

Elle sert à « réveiller » les portes antiques vivantes du jeu.
- Lame Boomerang

La lame boomerang sert à activer certains mécanismes à distance mais aussi à absorber l'énergie des ennemis (comme par exemple, ceux chargés de poison).
- Pitié

C'est un pistolet forgé par Ulthane, autrefois manié par Strife, frère de War, le pistolet a des munitions infinies, mais moins puissant que Redemption, l'autre pistolet de Strife.
- Chaîne abyssale

Elle sert à s'accrocher aux points d'ancrage mais aussi saisir des objets éloignés et attirer à soi les ennemis.
- Couloir du Néant

Le couloir du Néant est un système de téléportation. Au cours du jeu, Guerre trouvera des supports vitrés jaunes capables d'accueillir un portail (d'entrée ou de sortie) généré par l'équipement en question. C'est une référence au jeu-vidéo Portal.
- Masque des Ombres

Le Masque des Ombres sert à quiconque qui le porte de "lire" et de se plonger dans le Royaume des Ombres pour une durée illimitée, ce qui permet de découvrir des choses cachées aux mortels.

## Autres médias
- Joe Madureira pense adapter le jeu en comics et en film[13].
- Le livre Darksiders : The Abomination Vault (Le Caveau des Abominations) qui a été publié le 23 août 2012, est basé sur les 2 jeux Darksiders. Il est écrit par Ari Marmell, vient des éditions Milady, et est rédigé en étroite collaboration avec les studios Vigil et THQ. Le roman est le préquel des deux jeux et raconte une histoire qui permet d'ajouter des détails et des explications à l'histoire d'origine de War et de son univers.